# Army of Tennessee
Die konföderierte Army of Tennessee (Tennessee-Armee, nach dem Staat Tennessee nicht zu verwechseln mit der nach dem Tennessee River benannten unionistischen Armee des Tennessee) war ein Großverband des konföderierten Heeres im Amerikanischen Bürgerkrieg. Sie war die Hauptarmee der Konföderierten auf dem westlichen Kriegsschauplatz zwischen Appalachen und Mississippi. Aus diesem Gebiet stammte auch das Gros der Soldaten der Armee. Nach der Nord-Virginia-Armee war die Tennessee-Armee die bekannteste und kampfkräftigste Armee des Südens.
|                                                                |
| grün = Stones River-Feldzug, blau = Chattanooga & Chickamauga, |
| rot = Atlanta & Nashville, orange = North Carolina             |

## Geschichte
Die Tennessee-Armee entstand im November 1862 nach dem Ende des Kentucky-Feldzuges. Die bisherige Mississippi-Armee, die konföderierte Hauptarmee auf dem westlichen Kriegsschauplatz 1862, bildete den Kern der neuen Armee. Hinzu kamen Truppenteile von der Armee in Ost-Tennessee, die den Kentucky-Feldzug ebenfalls mitgemacht hatten.
Benannt wurde sie, damaligen Gebräuchen entsprechend, nach dem Gebiet, in dem sie vor allem operierte, dem Staat Tennessee.
| Stones River-Feldzug                    |
| --------------------------------------- |
| Hartsville – Stones River               |
| Oberbefehlshaber: General Braxton Bragg |
| Verluste: 10.415 Mann                   |

Erster Oberbefehlshaber der Armee war General Braxton Bragg, der zuvor die Mississippi-Armee geführt hatte. Unter ihm schlug die Armee vom 31. Dezember bis 2. Januar 1863 bei Murfreesboro, Tennessee ihre erste große Schlacht. Nach einigen Anfangserfolgen wurde sie dort zum Ausweichen nach Tullahoma gezwungen.
| Operationen im mittleren Tennessee und Tullahoma-Feldzug                      |
| ----------------------------------------------------------------------------- |
| Dover – Thompsons Station – Vaughts Hill – Brentwood – Franklin – Hoovers Gap |
| Oberbefehlshaber: General Braxton Bragg                                       |
| Verluste: 1.486 Mann (ohne Hoovers Gap)                                       |

Die Tennessee-Armee und ihr nordstaatlicher Gegenüber, die Cumberland-Armee unter Generalmajor Rosecrans, blieben während des Sommers 1863 weitgehend inaktiv. Im August 1863 gelang es den Nordstaatlern im Rahmen des Tullahoma-Feldzuges, die Tennessee-Armee aus Mitteltennessee zu vertreiben und den wichtigen Bahnknotenpunkt Chattanooga zu erobern.
| Chickamauga-Feldzug                               |
| ------------------------------------------------- |
| Chattanooga II – Davis’ Cross Roads – Chickamauga |
| Oberbefehlshaber: General Braxton Bragg           |
| Verluste: 18.454 Mann (nur Chickamauga)           |

Die Nord-Virginia-Armee verstärkte daraufhin die Tennessee-Armee durch Teile von Generalleutnant Longstreets Korps. Derart verstärkt bereiteten die Konföderierten den Nordstaaten in der Schlacht am Chickamauga eine schwere Niederlage. Die Bundestruppen wichen nach Chattanooga aus. Bragg entschloss sich die Stadt zu belagern. Nach der Schlacht am Chickamauga kam es zu schweren Streitigkeiten zwischen dem Oberbefehlshaber und seinen untergebenen Generalen. Höhepunkt dieser Auseinandersetzungen war eine Petition mehrerer Generale an Präsident Davis. Die unterzeichnenden Generale forderten den Präsidenten darin auf, Bragg zu ersetzen. Davis, der weder Lee aus Virginia abkommandieren, noch Beauregard oder Johnston reaktivieren wollte, beließ Bragg jedoch auf seinem Posten. Leonidas Polk wurde in den Westen versetzt und übernahm den Wehrbereich Alabama, Mississippi und Ostlouisiana. James Longstreet wurde mit zwei Divisionen nach Osttennessee geschickt, wo er gegen Knoxville operieren sollte. Nathan Bedford Forrest wurde ebenfalls nach Westen versetzt. Daniel Harvey Hill wurde seines Kommandos entbunden, und Davis weigerte sich, seine Ernennung zum Generalleutnant zur Bestätigung an den Senat weiterzuleiten.
| Gefechte um Chattanooga                     |
| ------------------------------------------- |
| Wauhatchie – Chattanooga III – Ringgold Gap |
| Oberbefehlshaber: General Braxton Bragg     |
| Verluste: 7.558 Mann                        |

Solcherart von Streitigkeiten geplagt und durch den Abgang von Longstreets Truppen geschwächt, gelang es der Tennessee-Armee nicht, Chattanooga zurückzuerobern und die Cumberland-Armee zu vernichten. Die Nordstaaten verstärkten die Cumberland-Armee mit Truppen von anderen Kriegsschauplätzen und brachen in der Schlacht von Chattanooga die Belagerung auf. Die Tennessee-Armee wurde nach Nordgeorgia zurückgeworfen. Braxton Bragg legte sein Kommando nieder und wurde durch Joseph E. Johnston ersetzt.
| Atlanta-Feldzug |
| --- |
| Dalton I – Rocky Face Ridge – Resaca – Adairsville – New Hope Church – Dallas – Picketts Mill – Marietta – Kolbs Farm – Kennesaw Mountain – Peachtree Creek – Atlanta – Ezra Church – Utoy Creek – Dalton II – Lovejoys Station – Jonesborough |
| Oberbefehlshaber: General Joseph E. Johnston |
| Verluste: 34.979 Mann |

Johnston gelang es, die Moral der Tennessee-Armee wieder zu festigen und stellte sich mit der Armee William T. Sherman auf dessen Atlanta-Feldzug entgegen. Er war geprägt von der strategischen Defensive. Die Tennessee-Armee wich ständig kämpfend aus, wurde aber immer, wenn sie sich erneut vorlegte, von Sherman überflügelt. Die Aufgabe des Raumes ohne Herbeiführen einer Entscheidungsschlacht führte zur Kontroverse mit Jefferson Davis, zumal mehrere Offiziere gegen Johnston intrigiert hatten. Außerdem war das Verhältnis zwischen Johnston und Davis ohnehin angespannt gewesen - Johnston hatte bereits 1862 geäußert, nicht das Vertrauen der Regierung zu besitzen. Johnston wurde schließlich durch den als aggressiv geltenden John Bell Hood ersetzt, als die Nordstaatler bis auf wenige Meilen an Atlanta herangekommen waren. Die Ablösung Johnstons wurde von den Truppen sehr negativ aufgenommen; auch der Fall Atlantas wurde dadurch nicht verhindert.
| Franklin-Nashville-Feldzug                                                                        |
| ------------------------------------------------------------------------------------------------- |
| Allatoona – Decatur – Johnsonville – Columbia – Spring Hill – Franklin – Murfreesboro – Nashville |
| Oberbefehlshaber: General John B. Hood                                                            |
| Verluste: 12.169 Mann (ohne Johnsonville, Columbia und Spring Hill)                               |

Hood griff nach dieser Niederlage an und stieß nach Norden vor. Sein Gegner war Generalmajor George Henry Thomas, der bei Nashville, Tennessee, verschiedene Truppenteile der Union sammelte.
Die Tennessee-Armee erlitt in den Schlachten bei Franklin und Nashville schwere Niederlagen und musste nach Süden ausweichen. Den Befehl über die Armee übernahm Generalleutnant Richard Taylor.
Taylor hatte das Kommando über die Armee jedoch nur kurzzeitig inne, denn schon Anfang 1865 wurde der Großteil der stark dezimierte Armeen in den Osten nach South Carolina verlegt. Nun wieder unter dem Oberbefehl von Joseph E. Johnston stellte sie sich dort Sherman auf dessen Carolina-Feldzug entgegen.
| Carolina-Feldzug                                                               |
| ------------------------------------------------------------------------------ |
| Rivers’ Bridge – Wyse Fork – Monroes Cross Roads – Averasborough – Bentonville |
| Oberbefehlshaber: General Joseph E. Johnston                                   |
| Verluste: 3.092 Mann (nur Bentonville)                                         |

Zahlenmäßig weit unterlegen konnten die Konföderierten Sherman aber nicht mehr viel Widerstand entgegensetzen, und ein Versuch, Teile der Unionsarmee bei Bentonville zu besiegen, scheiterte. Nachdem General Lee schließlich in Virginia kapituliert hatte, war auch eine Vereinigung mit der Nord-Virginia-Armee nicht mehr möglich. Infolgedessen kapitulierte auch General Johnston mit der Tennessee-Armee am 26. April 1865 bei Durham Station, North Carolina.

## Ausrüstung

Flagge von Hardees Korps, Army of Tennessee

Die Ausrüstung der Tennessee-Armee entsprach im Großen und Ganzen der der übrigen Armeen der Konföderierten Staaten von Amerika. Die Tennessee-Armee war jedoch im Allgemeinen schlechter bewaffnet und ausgerüstet als ihr Pendant in Nord-Virginia. So waren beispielsweise noch am Vorabend der Schlacht am Chickamauga rund ein Viertel der Soldaten der Tennessee-Armee mit glattläufigen Musketen ausgerüstet, und auch die Artilleriemunition war von niedrigerer Qualität. Die Artillerie selbst bestand noch im März 1863 vor allem aus Sechspfünderkanonen Modell 1841 und aus Zwölfpfünderhaubitzen. Geschütze mit gezogenem Lauf oder moderne Glattrohrkanonen wie die Zwölfpfünderkanone Modell 1857 waren nur wenige vorhanden.
Eine Besonderheit der Tennessee-Armee war die Vielfalt der von ihr verwendeten Kriegsflaggen, die daher rührte, dass die Vorgängerin der Armee, die Mississippi-Armee, aus verschiedenen kleineren Kommandos gebildet worden war. Erst 1864, unter General Johnston, wurden die Flaggen vereinheitlicht. Die Division von General Cleburne, die sich mehrfach im Kampf ausgezeichnet hatte, durfte aber weiterhin ihre alte Fahne benutzen.

## Oberbefehlshaber

Die Oberbefehlshaber der Tennessee-Armee
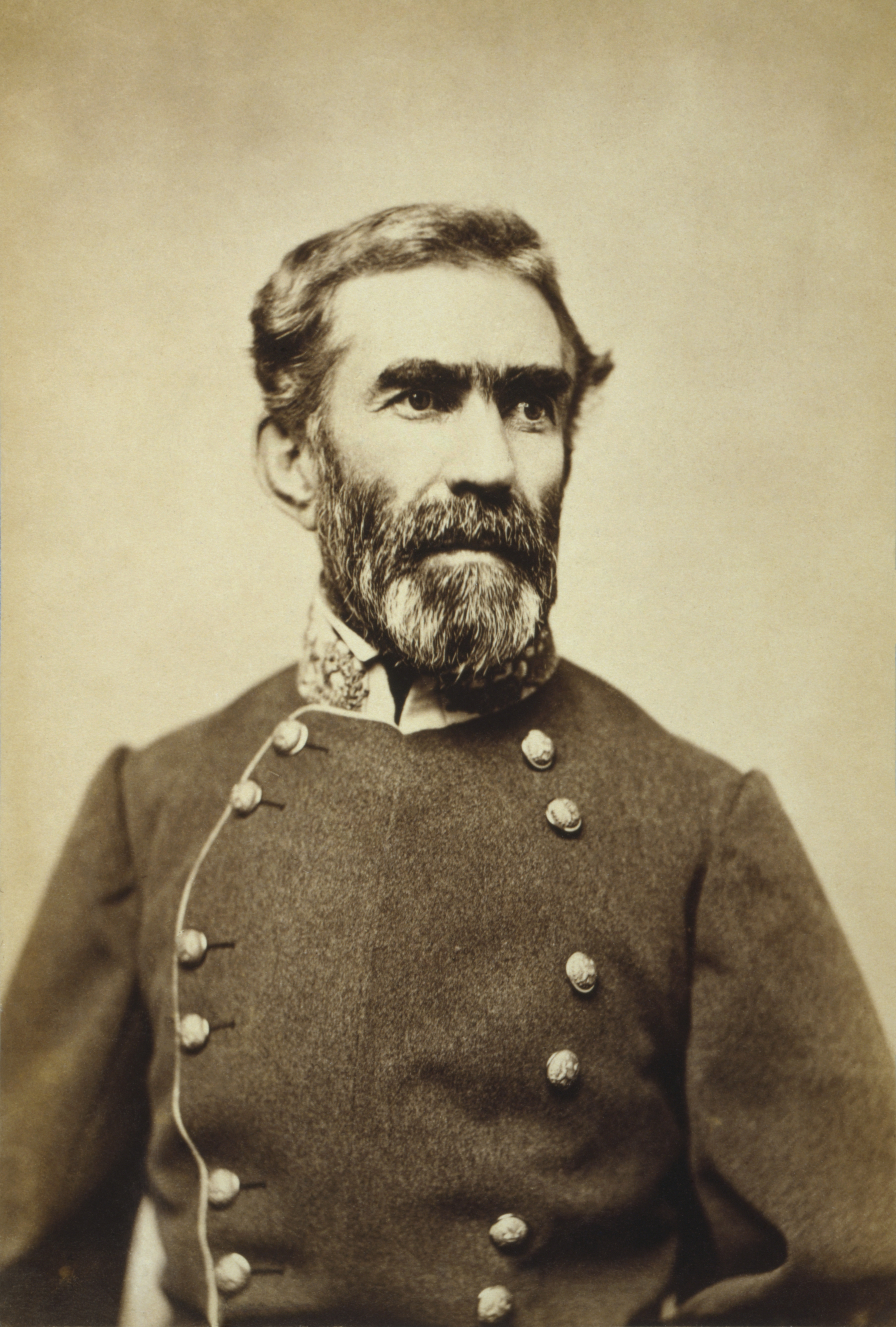
Braxton Bragg 20. November 1862 - 2. Dezember 1863
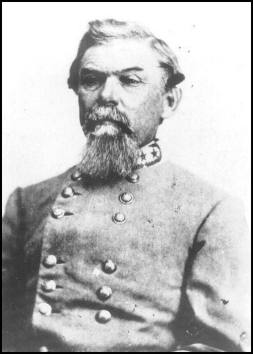
William Joseph Hardee Interim
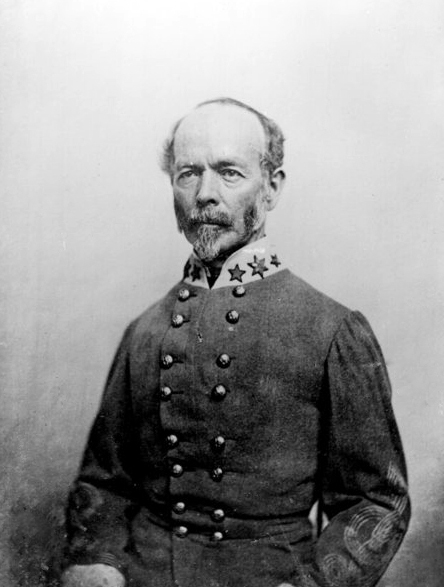
Joseph Eggleston Johnston 27. Dezember 1863 - 18. Juli 1864
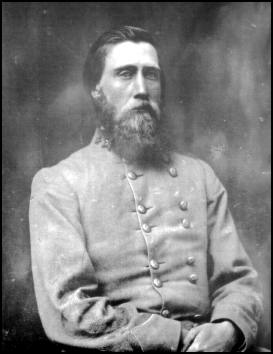
John Bell Hood 18. Juli 1864 - 23. Januar 1865
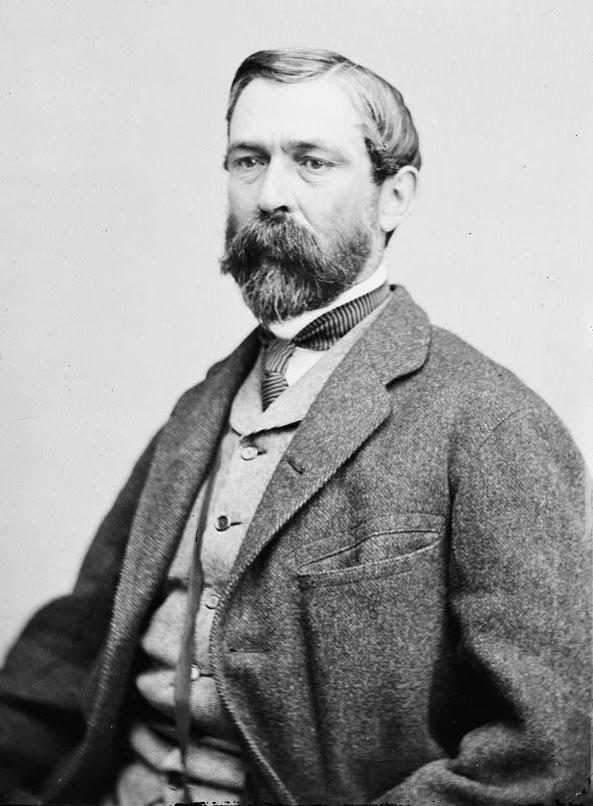
Richard Taylor Interim
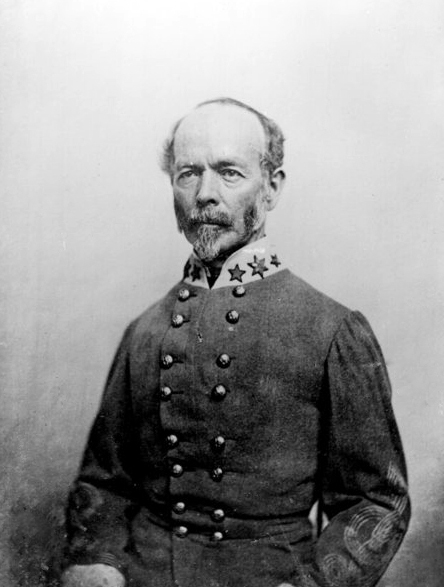
Joseph Eggleston Johnston 25. Februar – 26. April 1865

## Organisation
Die Tennessee-Armee war ständigen Wechseln in der Kommandostruktur unterworfen. Während der vier Kriegsjahre hatten die Tennessee-Armee und ihre Vorgängerin, die Mississippi-Armee, sieben verschiedene Oberbefehlshaber.
Diese Wechsel waren jedoch nicht nur auf die höchste Befehlsebene beschränkt. Auch Kommandierende Generale und Divisionskommandeure wechselten häufig, zum Beispiel aufgrund von Todesfällen oder Streitigkeiten mit den jeweiligen Oberbefehlshabern (insbesondere General Bragg).
Auch die Zusammensetzung der Armee selbst änderte sich ständig: Die Tennessee-Armee wurde mehrmals durch Truppen aus anderen Wehrbereichen und Armeen (zum Beispiel Mississippi, Osttennessee, Virginia) verstärkt und musste diese eingliedern. Auf der anderen Seite mussten aber auch oft Divisionen abgestellt werden, so zum Beispiel nach Vicksburg. Die folgende Aufstellung soll einen Überblick über die Organisation der Tennessee-Armee zu verschiedenen Zeitpunkten geben:

### 22. November 1862
Die Organisation der Tennessee-Armee am 22. November 1862, kurz vor der Schlacht von Murfreesboro. Oberbefehlshaber: General Braxton Bragg.
| Korps         | Division               | Kommandeur                          | Stärke        |
| ------------- | ---------------------- | ----------------------------------- | ------------- |
| Polks Korps   |                        | Generalleutnant Leonidas Polk       |               |
|               | Cheathams Division     | Generalmajor Benjamin F. Cheatham   | Vier Brigaden |
|               | Withers’ Division      | Brigadegeneral Jones M. Withers     | Vier Brigaden |
|               | Breckinridges Division | Brigadegeneral John C. Breckinridge | Drei Brigaden |
|               | Kavallerie             | Brigadegeneral Joseph Wheeler       | Eine Brigade  |
| Hardees Korps |                        | Generalleutnant William J. Hardee   |               |
|               | Buckners Division      | Generalmajor Simon B. Buckner       | Vier Brigaden |
|               | Andersons Division     | Generalmajor J. Patton Anderson     | Vier Brigaden |
|               | Kavallerie             | Oberst John A. Wharton              | Eine Brigade  |
| Kavallerie    |                        |                                     |               |
|               |                        | Brigadegeneral Nathan B. Forrest    | Eine Brigade  |
|               |                        | Brigadegeneral John H. Morgan       | Eine Brigade  |

### 20. November 1863
Die Organisation der Tennessee-Armee am 20. November 1863, kurz vor der Schlacht von Chattanooga. Oberbefehlshaber: General Braxton Bragg
| Korps                    | Division               | Kommandeur                        | Stärke                                 |
| ------------------------ | ---------------------- | --------------------------------- | -------------------------------------- |
| Longstreets Korps        |                        | Generalleutnant James Longstreet  |                                        |
|                          | McLaws’ Division       | Generalmajor Lafayette McLaws     | Vier Brigaden, ein Artilleriebataillon |
|                          | Hoods Division         |                                   | Fünf Brigaden, ein Artilleriebataillon |
| Hardees Korps            |                        | Generalleutnant William J. Hardee |                                        |
|                          | Cheathams Division     | Generalmajor Benjamin F. Cheatham | Vier Brigaden, ein Artilleriebataillon |
|                          | Hindmans Division      | Generalmajor Thomas C. Hindman    | Vier Brigaden, ein Artilleriebataillon |
|                          | Buckners Division      | Generalmajor Simon B. Buckner     | Drei Brigaden, ein Artilleriebataillon |
|                          | Walkers Division       | Generalmajor W.H.T. Walker        | Drei Brigaden, ein Artilleriebataillon |
| Breckinridges Korps      |                        | Generalmajor John C. Breckinridge |                                        |
|                          | Cleburnes Division     | Generalmajor Patrick R. Cleburne  | Vier Brigaden, ein Artilleriebataillon |
|                          | Stewarts Division      | Generalmajor Alexander P. Stewart | Vier Brigaden, ein Artilleriebataillon |
|                          | Breckinridges Division |                                   | Drei Brigaden, ein Artilleriebataillon |
|                          | Stevensons Division    | Generalmajor Carter L. Stevenson  | Vier Brigaden, ein Artilleriebataillon |
| Wheelers Kavalleriekorps |                        | Generalmajor Joseph Wheeler       |                                        |
|                          | Whartons Division      | Generalmajor John A. Wharton      | Zwei Brigaden                          |
|                          | Martins Division       | Generalmajor William T. Martin    | Zwei Brigaden                          |
|                          | Armstrongs Division    | Brigadegeneral Frank C. Armstrong | Zwei Brigaden                          |
|                          | Kellys Division        |                                   | Zwei Brigaden                          |
|                          | Artillerie             |                                   | Vier Batterien                         |
| Artilleriereserve        |                        | Major Felix H. Robertson          | Vier Batterien                         |
| Abkommandiert            |                        |                                   | Eine Brigade Kavallerie                |

### 30. April 1864
Die Organisation der Tennessee-Armee am 30. April 1864, zu Beginn des Atlanta-Feldzuges. Oberbefehlshaber: General Joseph E. Johnston.
Stärke der Armee: 43.887 Mann
| Korps                       | Division                       | Kommandeur                          | Stärke          |
| --------------------------- | ------------------------------ | ----------------------------------- | --------------- |
| Hardees Korps               |                                | Generalleutnant William J. Hardee   |                 |
|                             | Cheathams Division             | Generalmajor Benjamin F. Cheatham   | Vier Brigaden   |
|                             | Cleburnes Division             | Generalmajor Patrick R.Cleburne     | Vier Brigaden   |
|                             | Walkers Division               | Generalmajor William H. T. Walker   | Drei Brigaden   |
|                             | Bates Division                 | Generalmajor William B. Bate        | Drei Brigaden   |
|                             | Artillerie, Hardees Korps      | Oberst Melanchton Smith             | Vier Bataillone |
| Hoods Korps                 |                                | Generalleutnant John B. Hood        |                 |
|                             | Hindmans Division              | Generalmajor Thomas C. Hindman      | Vier Brigaden   |
|                             | Stevensons Division            | Generalmajor Carter L. Stevenson    | Vier Brigaden   |
|                             | Stewarts Division              | Generalmajor Alexander P. Stewart   | Vier Brigaden   |
|                             | Artillerie, Hoods Korps        | Oberst Robert F. Beckham            | Drei Bataillone |
| Kavalleriekorps             |                                | Generalmajor Joseph Wheeler         |                 |
|                             | Martins Division               | Generalmajor William T. Martin      | Zwei Brigaden   |
|                             | Kellys Division                | Brigadegeneral John H. Kelly        | Zwei Brigaden   |
|                             | Humes' Division                | Brigadegeneral William Y. C. Humes  | Vier Brigaden   |
|                             | Artillerie des Kavalleriekorps | Oberstleutnant Felix H. Robertson   | Vier Batterien  |
| Artilleriereserve           |                                | Oberstleutnant James H. Hallonquist | Drei Bataillone |
| Abordnung, Wehrbereich Golf |                                | Brigadegeneral James Cantey         | Eine Brigade    |

### 31. August 1864
Die Organisation der Tennessee-Armee am 31. August 1864, kurz vor dem Fall von Atlanta. Oberbefehlshaber: General John Bell Hood.
Stärke der Armee: 43.467 Mann
| Korps           | Division                       | Kommandeur                             | Stärke          |
| --------------- | ------------------------------ | -------------------------------------- | --------------- |
| Hardees Korps   |                                | Generalleutnant William J. Hardee      |                 |
|                 | Cheathams Division             | Brigadegeneral George E. Maney         | Fünf Brigaden   |
|                 | Cleburnes Division             | Generalmajor Patrick R. Cleburne       | Vier Brigaden   |
|                 | Bates Division                 | Generalmajor John C. Brown             | Vier Brigaden   |
|                 | Artillerie, Hardees Korps      | Oberst Melanchton Smith                | Fünf Bataillone |
| Stewarts Korps  |                                | Generalleutnant Alexander P. Stewart   |                 |
|                 | Lorings Division               | Brigadegeneral Winfield S. Featherston | Drei Brigaden   |
|                 | Frenchs Division               | Generalmajor Samuel G. French          | Drei Brigaden   |
|                 | Walthalls Division             | Generalmajor Edward C. Walthall        | Drei Brigaden   |
|                 | Artillerie, Stewarts Korps     | Oberstleutnant Samuel C. Williams      | Vier Bataillone |
| Lees Korps      |                                | Generalleutnant Stephen D. Lee         |                 |
|                 | Andersons Division             | Generalmajor J. Patton Anderson        | Vier Brigaden   |
|                 | Stevensons Division            | Generalmajor Carter L. Stevenson       | Vier Brigaden   |
|                 | Claytons Division              | Generalmajor Henry D. Clayton          | Vier Brigaden   |
|                 | Artillerie, Lees Korps         | Oberstleutnant James H. Hallonquist    | Vier Bataillone |
| Kavalleriekorps |                                | Generalmajor Joseph Wheeler            |                 |
|                 | Martins Division               |                                        | Zwei Brigaden   |
|                 | Humes' Division                |                                        | Zwei Brigaden   |
|                 | Kellys Division                |                                        | Fünf Brigaden   |
|                 | Jacksons Division              | Brigadegeneral William H. Jackson      | Zwei Brigaden   |
|                 | Artillerie des Kavalleriekorps |                                        | Acht Batterien  |

### 10. Dezember 1864
Die Organisation der Tennessee-Armee am 10. Dezember 1864, am Vorabend der Schlacht von Nashville. Oberbefehlshaber: General John Bell Hood. Stärke der Armee: 23.053 Mann
| Korps           | Division            | Kommandeur                           | Stärke          |
| --------------- | ------------------- | ------------------------------------ | --------------- |
| Lees Korps      |                     | Generalleutnant Stephen D. Lee       |                 |
|                 | Johnsons Division   | Generalmajor Edward Johnson          | Vier Brigaden   |
|                 | Stevensons Division | Generalmajor Carter L. Stevenson     | Drei Brigaden   |
|                 | Claytons Division   | Generalmajor Henry D. Clayton        | Drei Brigaden   |
|                 | Artillerie          | Major John W. Johnston               | Drei Bataillone |
| Stewarts Korps  |                     | Generalleutnant Alexander P. Stewart |                 |
|                 | Lorings Division    | Generalmajor William W. Loring       | Drei Brigaden   |
|                 | Frenchs Division    | Generalmajor Samuel G. French        | Zwei Brigaden   |
|                 | Walthalls Division  | Generalmajor Edward C. Walthall      | Drei Brigaden   |
|                 | Artillerie          | Oberstleutnant Samuel C. Williams    | Drei Bataillone |
| Cheathams Korps |                     | Generalmajor Benjamin F. Cheatham    |                 |
|                 | Cheathams Division  |                                      | Vier Brigaden   |
|                 | Cleburnes Division  | Brigadegeneral James A. Smith        | Vier Brigaden   |
|                 | Bates’ Division     |                                      | Drei Brigaden   |
|                 | Artillerie          | Oberst Melanchton Smith              | Drei Bataillone |

### 9. April 1865
Die Organisation der Tennessee-Armee am 9. April 1865, kurz vor der Kapitulation. Oberbefehlshaber: General Joseph Johnston. Stellvertreter: General Pierre Gustave Toutant Beauregard. Bei der Kapitulation am 26. April betrug die Stärke von Johnstons Kommando 31.243 Mann.
| Korps                    | Division                                 | Kommandeur                           | Stärke                                                              |
| ------------------------ | ---------------------------------------- | ------------------------------------ | ------------------------------------------------------------------- |
| Hardees Korps            |                                          | Generalleutnant William J. Hardee    |                                                                     |
|                          | Browns (ehemals Cleburnes) Division      | Generalmajor John C. Brown           | Zwei Brigaden                                                       |
|                          | Hokes Division                           | Generalmajor Robert F. Hoke          | Fünf Brigaden                                                       |
|                          | Cheathams Division                       | Generalmajor Benjamin F. Cheatham    | Zwei Brigaden                                                       |
|                          | Artillerie                               | Major Basil C. Manly                 | Ein Bataillon                                                       |
| Stewarts Korps           |                                          | Generalleutnant Alexander P. Stewart |                                                                     |
|                          | Lorings Division                         | Generalmajor William W. Loring       | Drei Brigaden                                                       |
|                          | Andersons (ehemals Taliaferros) Division | Generalmajor J. Patton Anderson      | Zwei Brigaden                                                       |
|                          | Walthalls (ehemals McLaws’) Division     | Generalmajor Edward C. Walthall      | Zwei Brigaden                                                       |
|                          | Artillerie                               | Major A. Burnet Rhett                | Ein Bataillon                                                       |
| Lees Korps               |                                          | Generalleutnant Stephen D. Lee       |                                                                     |
|                          | Hills Division                           | Generalmajor Daniel H. Hill          | Zwei Brigaden                                                       |
|                          | Stevensons Division                      | Generalmajor Carter L. Stevenson     | Zwei Brigaden                                                       |
|                          | Artillerie                               | Hauptmann J.T.Kanapaux               | Eine Batterie                                                       |
| Kavalleriekorps          |                                          | Generalleutnant Wade Hampton         | [ 24 ]                                                              |
| Nicht zugeteilte Truppen |                                          |                                      | Verschiedene Artillerie-, Pionier-, Infanterie- und Marineeinheiten |